# Natalja Wladimirowna Sorokina

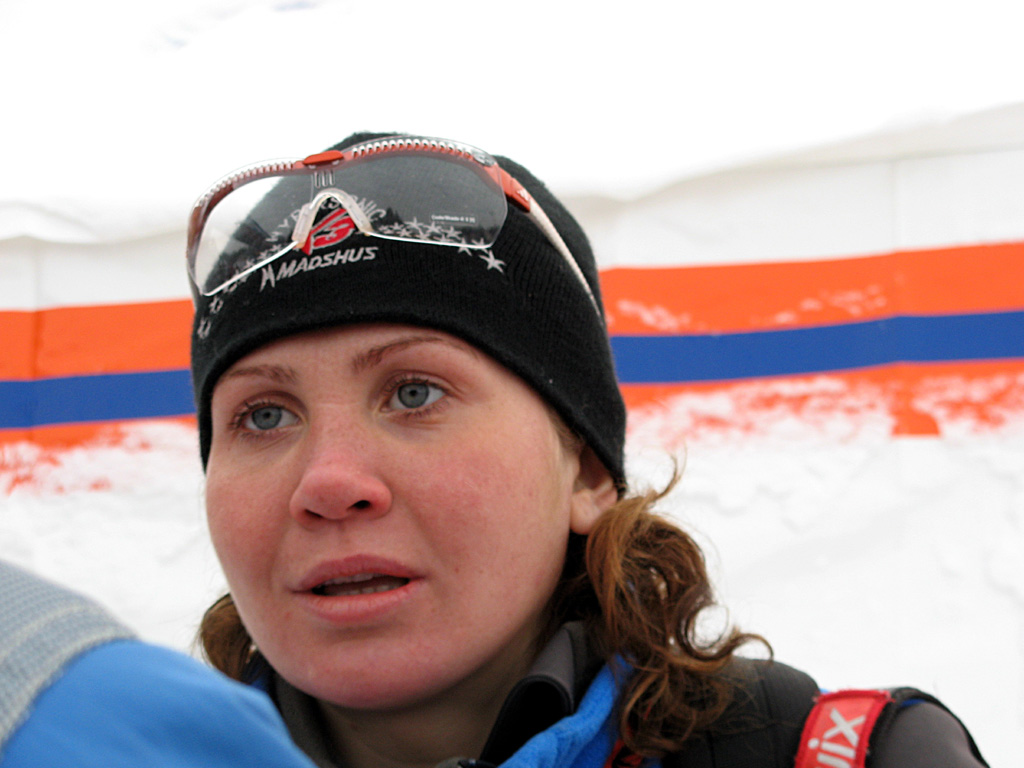
Natalja Sorokina 2007

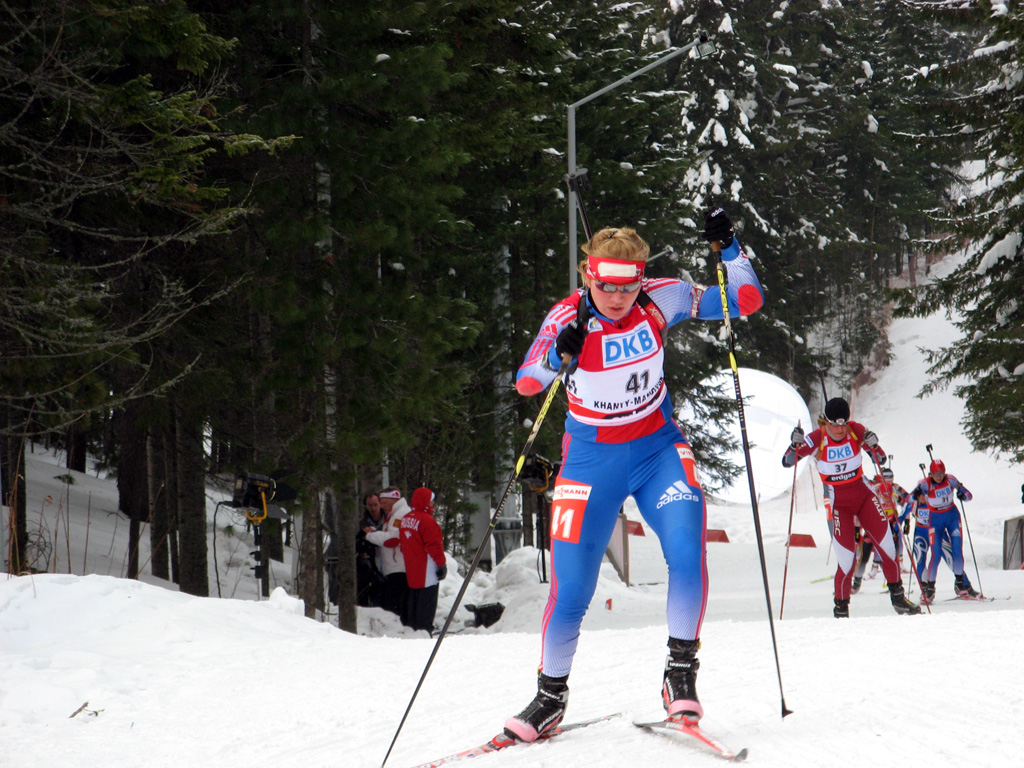
Sorokina beim Weltcup 2007 in Chanty-Mansijsk

Natalja Wladimirowna Sorokina (russisch Наталья Владимировна Сорокина, geb. Gussewa; * 12. September 1982 in Tichwin) ist eine ehemalige russische Biathletin.
Natalja Sorokina ist Sportsoldatin und startet für den Armeeklub von Sankt Petersburg. Sie wird von Andrei Gorjatschew und Ram Sabalujew trainiert. Seit 1994 betreibt sie Biathlon und debütierte 2004 bei einem Sprint in Pokljuka (45.) im Biathlon-Weltcup. Schon kurz darauf wurde sie in derselben Saison bei einem Einzelrennen in Antholz Achte und kam damit erstmals in die Topränge. Bei derselben Weltcupstation gewann sie anschließend den Sprint und damit ihr erstes und bisher auch einziges Weltcuprennen und wurde Zweite im Massenstartrennen. In der Folgezeit war Sorokina recht unbeständig. Herausragende und schlechte Leistungen wechselten sich ab.
Bei den Weltmeisterschaften 2004 in Oberhof wurde Sorokina auf drei Strecken eingesetzt und erreichte als beste Platzierung einen siebten Platz im Massenstart. In dieser Disziplin wurde sie auch bei den Olympischen Spielen 2006 in Turin eingesetzt (24.). Bei der Weltmeisterschaft 2007 in Antholz gewann Sorokina die Bronzemedaille im 7,5 km Sprint.

## Biathlon-Weltcup-Platzierungen
Die Tabelle zeigt alle Platzierungen (je nach Austragungsjahr einschließlich Olympische Spiele und Weltmeisterschaften).
- 1.–3. Platz: Anzahl der Podiumsplatzierungen
- Top 10: Anzahl der Platzierungen unter den ersten zehn (einschließlich Podium)
- Punkteränge: Anzahl der Platzierungen innerhalb der Punkteränge (einschließlich Podium und Top 10)
- Starts: Anzahl gelaufener Rennen in der jeweiligen Disziplin

| Platzierung                      | Einzel | Sprint | Verfolgung | Massenstart | Staffel | Gesamt |
| -------------------------------- | ------ | ------ | ---------- | ----------- | ------- | ------ |
| 1. Platz                         |        | 1      |            |             | 2       | 3      |
| 2. Platz                         |        |        |            | 1           | 2       | 3      |
| 3. Platz                         | 1      | 1      |            |             | 3       | 5      |
| Top 10                           | 3      | 6      | 5          |             | 10      | 24     |
| Punkteränge                      | 5      | 20     | 21         | 5           | 11      | 62     |
| Starts                           | 10     | 40     | 29         | 16          | 11      | 106    |
| Stand: nach der Saison 2008/2009 |        |        |            |             |         |        |